# Komitet Jugosłowiański

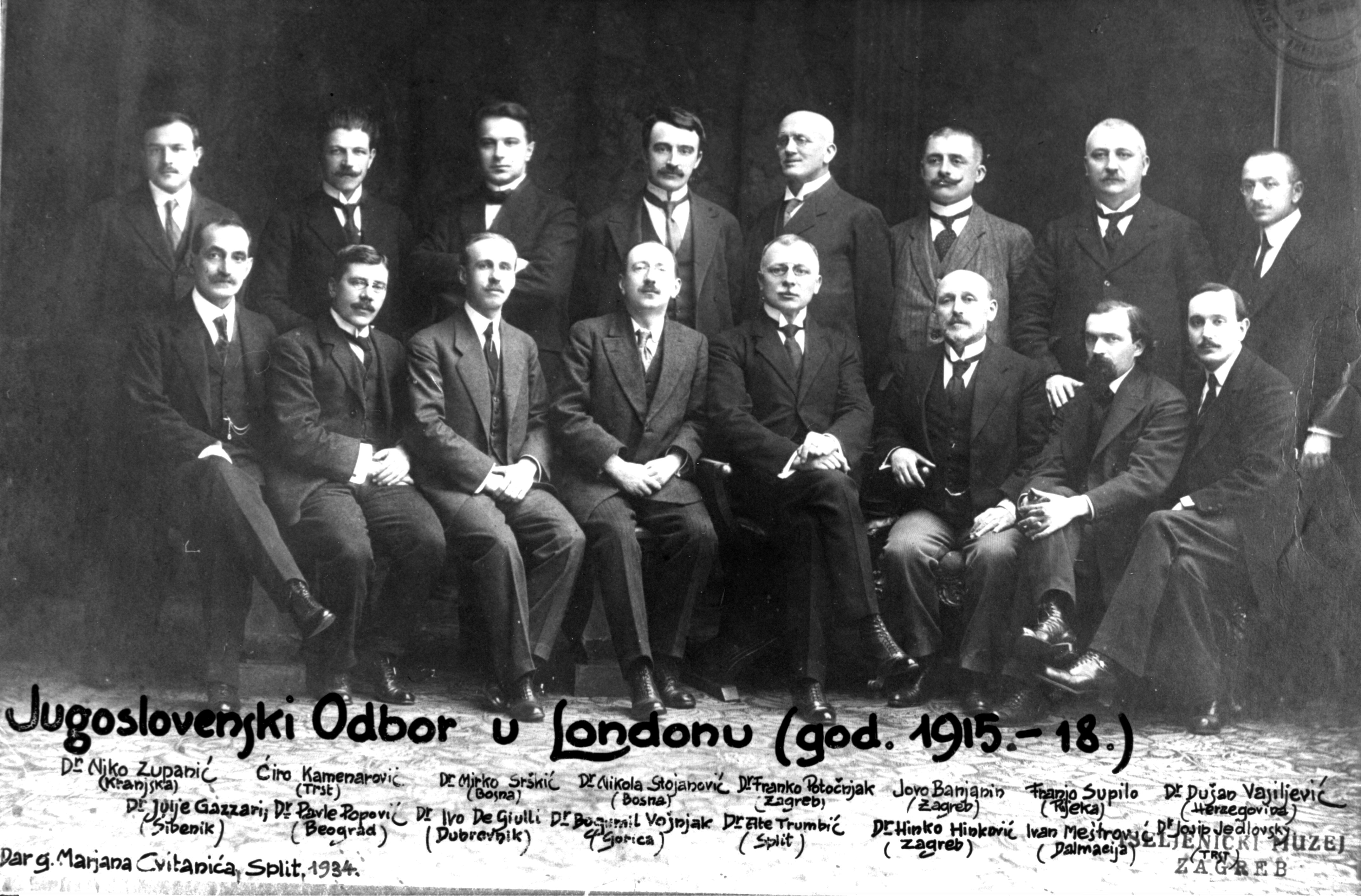
Komitet Jugosłowiański w 1916 r. Od lewej stoją: Niko Županić, Ćiro Kamenarović, Milan Srškić, Nikola Stojanović, Franko Potočnjak, Jovo Banjanin, Frano Supilo, Dušan Vasiljević. Od lewej siedzą: Julije Gazzari, Pavle Popović, Ivo de Giulli, Bogumil Vošnjak, Ante Trumbić, Hinko Hinković, Ivan Meštrović, Josip Jedlowski.

Komitet Jugosłowiański (serb.-chorw. Jugoslovenski odbor) – został powołany w 1915 roku przez zwolenników wspólnego państwa południowych Słowian. Jego stałą siedzibą był  Londyn. Przewodniczącym komitetu został polityk chorwacki Ante Trumbić. 
Czołowi działacze Komitetu, poddani austriaccy, poza zwalczaniem propagandy austriackiej, podjęli rokowania z rządem serbskim o utworzenie zjednoczonego państwa południowosłowiańskiego.
W 1917 roku  Ante Trumbić  i premier Serbii Nikola Pašić, podpisali na wyspie Korfu deklarację o zjednoczeniu południowych Słowian  w niezależnym królestwie pod panowaniem dynastii Karadziordziewiciów. Oznaczało to m.in. likwidację niezależnego do 1916 (moment rozpoczęcia okupacji austro-węgierskiej) Królestwa Czarnogóry.
Po proklamowaniu, 31 października 1918 roku, Państwa Słoweńców, Chorwatów i Serbów Komitet  stał się jego reprezentacją w Paryżu.
Komitet Jugosłowiański zaprzestał działalności po utworzeniu, 1 grudnia 1918 r., Królestwa Serbów, Chorwatów i Słoweńców (SHS).